# Trolejbusy w P’yŏngsŏngu
Trolejbusy w P’yŏngsŏngu – system trolejbusowy w północnokoreańskim mieście P’yŏngsŏng.

## Historia
Sieć została uruchomiona 4 sierpnia 1983 roku. Druga linia, która sięga obszaru miejskiego Pjongjangu, została otwarta w 1992 roku. W latach 2012–2013 zbudowano nową zajezdnię, a starszą zajezdnię rozebrano.

## Tabor
Tabor składa się z 8 trolejbusów: jednego Ch’ŏllima-951, jednego Ch’ŏllima-321, trzech Ch’ŏllima-973 i trzech nieznanego typu.